# Holderbank (Soleura)
Holderbank é uma comuna da Suíça, no Cantão Soleura, com cerca de 645 habitantes. Estende-se por uma área de 7,79 km², de densidade populacional de 83 hab/km². Confina com as seguintes comunas: Balsthal, Egerkingen, Langenbruck (BL), Mümliswil-Ramiswil, Oberbuchsiten.
A língua oficial nesta comuna é o alemão.

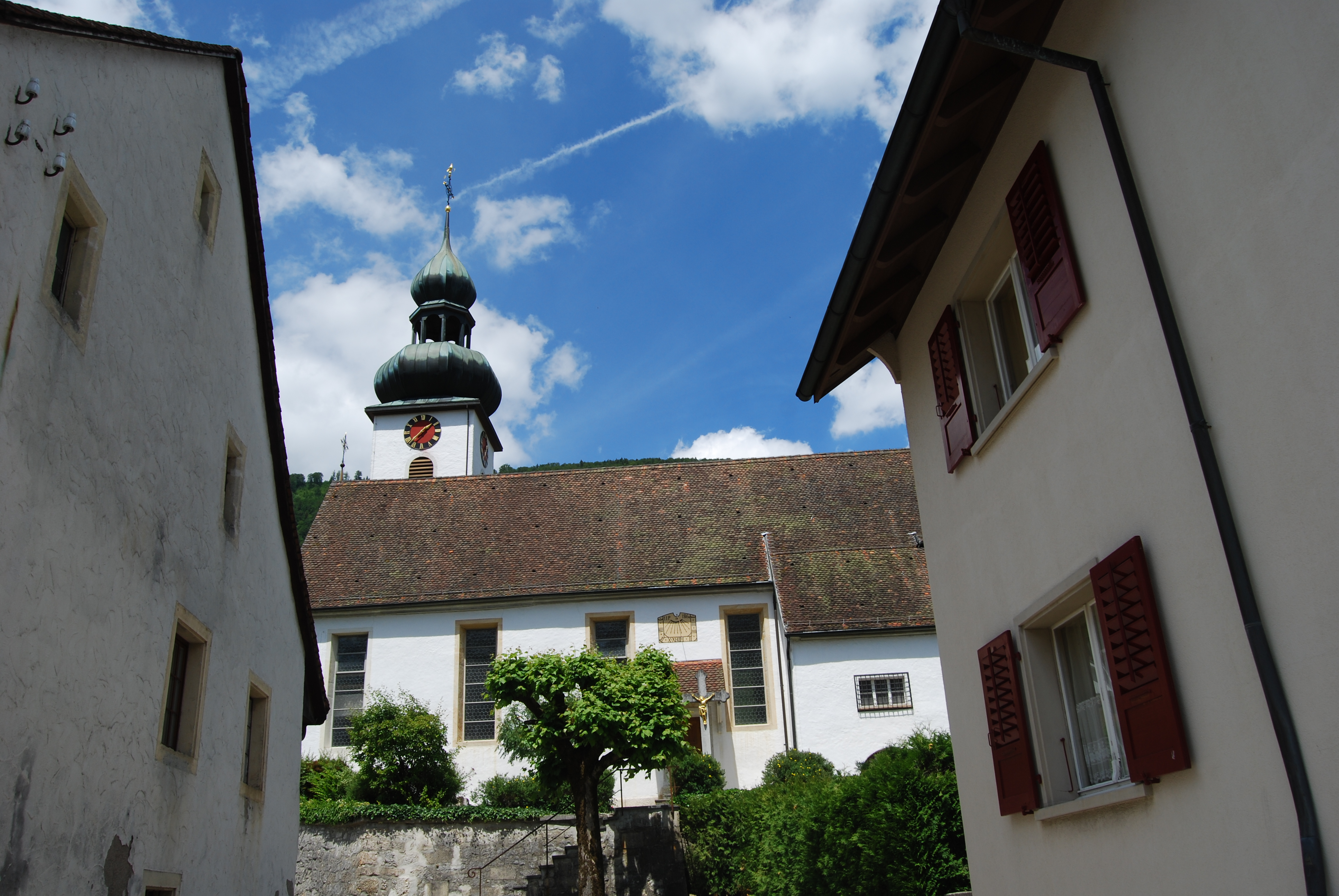
Holderbank.